# Gjoko Hadžievski
Gjoko Hadžievski (nacido el 31 de marzo de 1955) es un exfutbolista macedonio y entrenador.

## Clubes

### Como futbolista
| Club               | País       | Año  |
| ------------------ | ---------- | ---- |
| FK Teteks Tetovo   | Yugoslavia | ???? |
| FK Pelister Bitola | Yugoslavia | ???? |

### Como entrenador
| Club                                             | País                | Año         |
| ------------------------------------------------ | ------------------- | ----------- |
| FK Pelister Bitola                               | Yugoslavia          | 1988 - 1990 |
| Vardar                                           | Macedonia del Norte | 1991 - 1993 |
| PFC CSKA Sofía                                   | Bulgaria            | 1993 - 1994 |
| Vardar                                           | Macedonia del Norte | 1994 - 1995 |
| Vojvodina Novi Sad                               | Serbia              | 1995 - 1996 |
| Selección de fútbol de la República de Macedonia | Macedonia del Norte | 1996 - 1999 |
| Júbilo Iwata                                     | Japón               | 2000        |
| Vardar                                           | Macedonia del Norte | 2001 - 2003 |
| Kastoria FC                                      | Grecia              | 2003 - 2004 |
| Doxa Drama                                       | Grecia              | 2004 - 2005 |
| Kastoria FC                                      | Grecia              | 2005 - 2006 |
| OFC Vihren Sandanski                             | Bulgaria            | 2006 - 2007 |
| FK Baku                                          | Azerbaiyán          | 2007 - 2009 |
| Selección de fútbol de Azerbaiyán                | Azerbaiyán          | 2007        |
| Atromitos Yeroskipou                             | Chipre              | 2009 - 2010 |
| Simurq PFC                                       | Azerbaiyán          | 2010 - 2011 |
| Najran SC                                        | Arabia Saudita      | 2011 - 2012 |
| Al-Taawoun FC                                    | Arabia Saudita      | 2012 - 2013 |
| Najran SC                                        | Arabia Saudita      | 2013 - 2014 |
| Al-Qadisiyah                                     | Arabia Saudita      | 2014        |
| FK Pelister Bitola                               | Macedonia del Norte | 2014 - 2015 |
| Hatta Club                                       | EAU                 | 2016 - 2017 |
| Al-Dhafra                                        | EAU                 | 2018 -      |